# POSH Magazine
POSH Magazine är en svensk mode- och kändistidning med inriktning på Hollywood. Den kommer ut 12 gånger per år via Interpress och är kopplad till Sveriges största kändissajt Posh24.se